# Koljozni
Koljozni (del ruso: Колхозный) es un jútor del raión de Guiaguínskaya en la república de Adiguesia de Rusia. Está situado 22 km al sureste de Guiaguínskaya y 22 km al este de Maikop, la capital de la república. Tenía 76 habitantes en 2010
Pertenece al municipio de Serguíyevskoye.